# Kaiya Ota
Kaiya Ota (太田 海也, Ōta Kaiya), né le 27 juillet 1999 à Okayama, est un coureur cycliste japonais, spécialiste de la vitesse sur piste.

## Biographie
En tant qu'étudiant, Kaiya Ota pratique l'aviron, discipline qu'il abandonne à cause de maux de dos. Il quitte l'Université Nihon après un an et retourne dans sa ville natale d'Okayama, où il travaille dans un magasin de vélos. Il décide de se mettre à la compétition cycliste et passe l'examen d'entrée à l'école japonaise de keirin en 2021, dont il sort diplômé plus tôt que prévu grâce à ses bonnes performances.
Kaiya Ota fait ses débuts internationaux en juin 2022 lors des championnats d'Asie sur piste de New Delhi. Avec Yuta Obara, Yoshitaku Nagasako et Kohei Terasaki, il remporte la médaille d'or en vitesse par équipes, en battant en finale la Malaisie. En fin de saison, il se classe dixième du tournoi de vitesse individuelle des mondiaux de Saint-Quentin-en-Yvelines.
En février 2023, il participe à la manche de Jakarta de la Coupe des nations. Il termine quatrième de la vitesse par équipes et surtout deuxième du tournoi de vitesse individuelle. Lors de celui-ci, il réalise le sixième temps des qualifications et après avoir éliminé Jeffrey Hoogland en quarts de finale et Mikhail Iakovlev en demi-finale, il s'incline en finale face au multiple champion du monde et olympique Harrie Lavreysen. La même année, il remporte deux médailles d'or aux Jeux asiatiques, deux médailles aux championnats d'Asie et devient triple champion du Japon. 
Lors de la Coupe des nations 2024, il remporte trois épreuves, battant notamment Matthew Richardson lors des finales de la vitesse à Adélaïde et à Hong Kong. De plus, il  remporte une médaille d'or sur le keirin à Hong Kong et trois autres places sur le podium. Aux Jeux olympiques de 2024, il participe à trois épreuves. En vitesse par équipes, il se classe cinquième avec Yoshitaku Nagasako et Yuta Obara. Lors du tournoi de vitesse, il est éliminé dans un quart de finale controversé contre Jack Carlin. Lors du keirin, il est disqualifié à la suite d'un deuxième avertissement en demi-finale. Aux championnats du monde suivants, il prend sa revanche avec deux médailles de bronze.

## Palmarès sur piste

### Jeux olympiques
- Paris 2024
  - 5e de la vitesse individuelle
  - 5e de la vitesse par équipes

### Championnats du monde
| Édition / Épreuve              | Vitesse | Vitesse par équipes |
| Saint-Quentin-en-Yvelines 2022 | 10e     |                     |
| Ballerup 2024                  | Bronze  | Bronze              |

### Coupe des nations
- 2023
  - 2e de la vitesse à Jakarta
  - 3e de la vitesse par équipes au Caire
  - 3e du keirin au Caire
  - 3e de la vitesse au Caire
- 2024
  - Classement général de la vitesse individuelle
  - 1er de la vitesse à Adélaïde
  - 1er de la vitesse à Hong Kong
  - Classement général du keirin
  - 1er du keirin à Hong Kong
  - 2e de la vitesse par équipes à Adélaïde
  - 2e de la vitesse par équipes à Hong Kong
  - 3e du keirin à Adélaïde
- 2025
  - 2e de la vitesse par équipes à Konya

### Championnats d'Asie
- New Delhi 2022
  -  Champion d'Asie de vitesse par équipes (avec Yuta Obara, Yoshitaku Nagasako et Kohei Terasaki)
- Nilai 2023
  -  Champion d'Asie de vitesse par équipes (avec Yuta Obara et Yoshitaku Nagasako)
  -  Médaillé d'argent de la vitesse
- Nilai 2025
  -  Champion d'Asie de vitesse individuelle
  -  Champion d'Asie de vitesse par équipes (avec Shinji Nakano et Yoshitaku Nagasako)
  -  Médaillé de bronze du keirin

### Jeux asiatiques
- Hangzhou 2022
  -  Médaillé d'or de la vitesse par équipes
  -  Médaillé d'or de la vitesse individuelle

### Championnats du Japon
- 2023
  -  Champion du Japon du keirin
  -  Champion du Japon de vitesse
  -  Champion du Japon de vitesse par équipes